# Aventurile lui Tom Bombadil
Aventurile lui Tom Bombadil este o colecție de poezii scrise de J. R. R. Tolkien și publicate în anul 1962. Cartea conține 16 poezii, dintre care doar două îl au ca erou pe Tom Bombadil, un personaj care este cunoscut pentru întâlnirea sa cu Frodo Baggins în "Frăția Inelului" (primul volum al celebrei trilogii a lui Tolkien "Stăpânul Inelelor"). Două poezii apar și în "Stăpânul Inelelor". Cartea este o parte a legendariumului Pământului-de-Mijloc al lui Tolkien. Volumul include ceea ce W. H. Auden a considerat cel mai bun poem al lui Tolkien, "The Sea-Bell".
Este o operă de mare complexitate ritmică și metrică, care înfățișează o călătorie într-un tărâm bizar dincolo de mare. Cartea a fost inițial ilustrată de Pauline Baynes, iar mai târziu de Roger Garland. Cartea, ca și prima ediție a "Stăpânul Inelelor", este prezentată ca fiind o traducere a Cărții Roșii a Marșului de Vest, și conține informații despre Pământul-de-Mijloc care nu se găsesc în altă parte.